# Tel·lurur de cadmi
El tel·lurur de cadmi (CdTe) és un compost químic cristal·lí format per cadmi i tel·lur. Es fa servir com finestra òptica d'infrarojos i com material de cèl·lula solar. Generalment s'intercala amb sulfur de cadmi per a formar una cèl·lula fotovoltaica d'unió pn. Normalment, les cel·les de CdTe utilitzen una estructura n-i-p.

## Cèl·lules fotovoltaiques

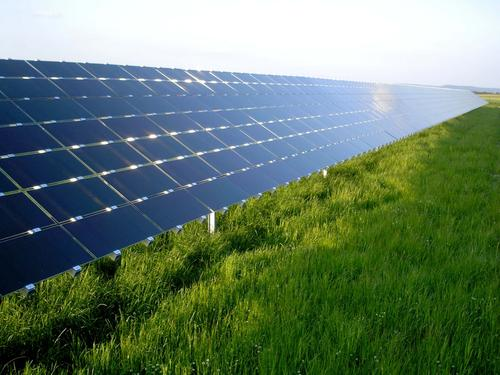
Una matriu fotovoltaica de tel·lurur de cadmi

La cèl·lula fotovoltaica de tel·lurur de cadmi (CdTe) és una tecnología fotovoltaica basada a fer servir una pel·lícula prima de Cdte, una capa de semiconductor dissenyada per absorbir i convertir la llum solar en electricitat. Aquesta cel·la supera el silici cristal·lí en preu en els sistemes que necessiten diversos kilowats.
First Solar és el principal fabricant de cèl·lules de pel·lícula prima del món i el fabricant principal de cèl·lules fotovoltaiques del món amb 1,1 GW de producció el 2009.